# پت رابرتس
چارلز پاتریک "پت" رابرتس (به انگلیسی: Charles Patrick "Pat" Roberts) (زادهٔ ۲۰ آوریل ۱۹۳۶) سناتور ایالت کانزاس در سنای ایالات متحده آمریکا است که برای نخستین‌بار در ۳ ژانویه ۱۹۹۷ به‌عضویت این مجلس درآمد. وی در زمرهٔ سناتورهای گروه دوم است که به‌مدت ۴ سال در سنا حضور دارند و تا تاریخ ۳ ژانویه ۲۰۱۵ در این مجلس خواهد بود.